# Elocussa
Elocussa là một chi bướm đêm thuộc họ Erebidae.